# Claudio González Landeros
Claudio Iván González Landeros (Curicó, 26 aprile 1990) è un calciatore cileno, portiere dell'Everton.